# Filchneria heteroptera
Filchneria heteroptera är en bäcksländeart som först beskrevs av Wu, C.F. 1938.  Filchneria heteroptera ingår i släktet Filchneria och familjen rovbäcksländor. Inga underarter finns listade i Catalogue of Life.